# زیج

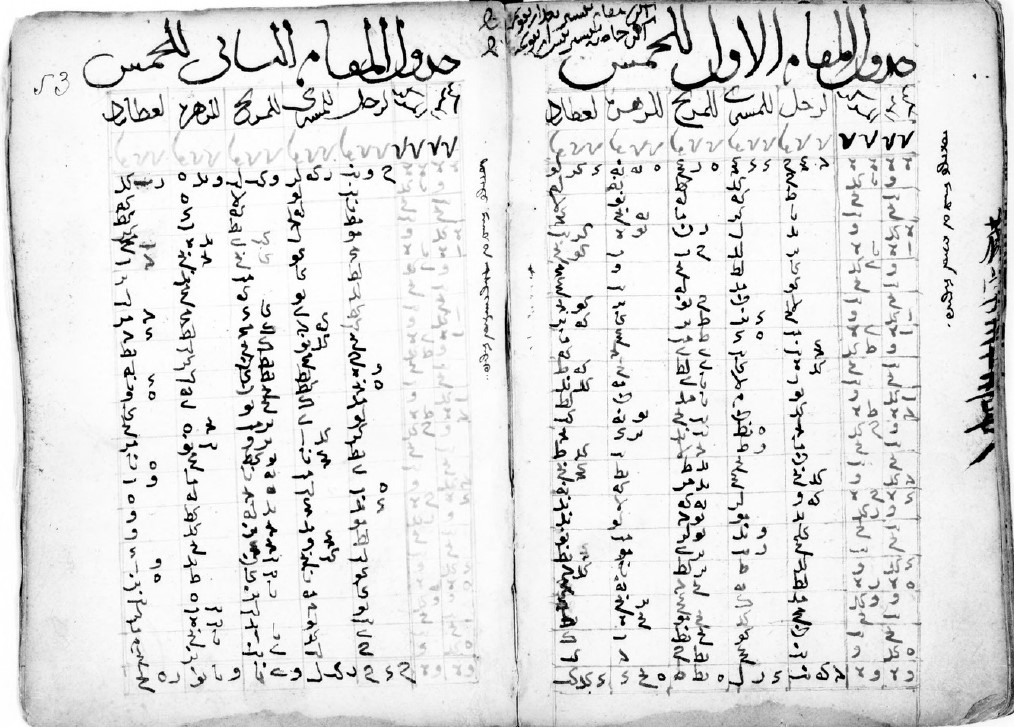
زیجِ سنجوفینی از خواجه غازی سنجوفینی سمرقندی، گردآورده در ۱۳۶۳ میلادی

زیج، معرب‌شدهٔ (زیگ)، جدولی است که نام، موقعیت و زمان حلول ستارگان و کواکب را نشان می‌دهد و در نجوم اسلامی استفاده می‌شده است. یکی از کارهای منجم علاوه بر تقویم سازی و جهت‌یابی و طالع بینی تکمیل زیج بر اساس یافته‌های جدید بوده است.
در قدیم هر کدام از اخترشناسان برجسته یا هر رصدخانه، یک زیج ویژه به خود می‌نوشتند و زیج‌های پیشینیان را تصحیح می‌کردند که تعدادی از این زیج‌های قدیمی به نام شاهان و فرمانروایان نوشته شده است. در حال حاضر نسخه‌هایی از چنین زیج‌هایی در موزه‌ها موجود می‌باشد.
امروزه، هنوز هم برای کاربردهای علمی و اخترشناختی، کتاب‌ها و جدول‌های مشابه با زیج‌های قدیمی تهیه می‌شود که البته از دقت بالاتری برخوردار هستند.

## واژه‌شناسی
این واژه از «زیه» (zih) یا «زێگ» (zīg) فارسی میانه به معنای «زِه» یا «کمان» منتج شده است. باور بر این است که این واژه به چینش نخ‌ها در بافندگی اشاره داشته و ترتیبِ ردیف‌ها و ستون‌های جداول نجومی، برای گویشوران، یادآورِ آن‌ها بوده‌اند. برخی از این کتاب‌های نجومی را «قانون» می‌نامیدند که یک وام‌واژهٔ یونانی (κανών) است.

## تاریخچه
برخی از نخستین زیج‌ها طبق نظریهٔ سیاره‌ای هندوستان و مدل‌های ساسانی ساخته شده‌اند اما بیشترشان منطبق بر نظام بطلمیوسی بودند. تعداد کمی از زیج‌ها محاسبات خود را منعکس‌کنندهٔ مشاهدات اصلی اتخاذ کردند، اما بیشتر آنها جداول خود را فقط برای انعکاس استفاده از تقویم یا طول جغرافیایی متفاوت به عنوان مبنای محاسبات، تنظیم کردند. از آنجایی که اکثر زیج‌ها عموماً از نظریه اخیر (بطلمیوسی) پیروی می‌کردند، مشارکت اصلی آنها منعکس‌کنندهٔ تکنیک‌های مثلثاتی، محاسباتی و مشاهده‌ایِ بهبودیافته بود.
محتوای زیج‌ها ابتداً مبتنی بر «القانونِ» بطلمیوس، «زیجِ شاهِ» شاهنشاهِ ساسانی و سیدهانت هندی از آریابهاتا و براهماگوپتا بود. زیج‌های مسلمانان همه‌شمول‌تر بودند و عموماً داده‌هایی از گاه‌شناسی، طول‌ها و عرض‌های جغرافیایی، اجرام آسمانی، عملیات‌های مثلثاتی، عملیات‌های نجوم کروی، معادله زمان، حرکت سیارات، محاسبهٔ گرفت، محاسبات تماشای ماه نو، محاسبات نجومی و دستورالعمل برای محاسبات نجومی با استفاده از مدل زمین مرکزی فلک تدویری داشتند. محتوای برخی از ویج‌ها فراتر از این سنت می‌رفت. برخی منجمان به دلیل تناقضِ مذهب با نجوم، به ویژه اگر می‌خواستند زیجشان صرفاً کاربرد نجومی نیابد، خود را منجم نمی‌نامیدند. هرچند برخی از زیج‌ها هم مانند «زیج الجدید» از ابن شاطر بدون درنظر گرفتنِ همچین مسئله‌ای، استفاده می‌شدند.
بیش از ۲۰۰ زیجِ نوشته‌شده توسط منجمان مسلمان از سدهٔ هشتم تا نوزدهم میلادی شناخته شده‌اند. مهم‌ترین مرکز زیج‌سازی، شهر بغداد زیر خلافت عباسیان در سدهٔ نهم میلادی، رصدخانهٔ مراغه در سدهٔ سیزدهم، رصدخانهٔ سمرقند در سدهٔ پانزدهم و رسدخانهٔ تقی‌الدین در استانبول در سدهٔ شانزدهم بودند. نزدیک ۱۰۰ زیج هم در هندوستان از سدهٔ شانزدهم تا هجدهم نوشته شدند. یکی از معروف‌ترین زیج‌های هندی، «زیجِ محمدشاهی» در زمان شاه ساوای جای سینگه (Sawai Jai Singh) از پادشاهی امبر (Kingdom of Amber) بود که به دلیل استفاده از تلسکوپ قابل توجه است. آخرین رساله شناخته‌شده زیج، زیجِ بهادرخانی بود که در سال ۱۸۳۸ توسط ستاره‌شناس هندی، غلام حسین جانپوری (۱۷۶۰–۱۸۶۲) نوشته شد و در سال ۱۸۵۵ به چاپ رسید و تقدیم به بهادرخان شد. این رساله مدل خورشیدمرکزی را در سنت زیج گنجاند.

## فهرست زیج‌ها
1. زیج و السینی العرب-تألیف ابراهیم فزاری (متوفی ۷۷۷ م) و محمد ابن ابراهیم فزاری (فوت ۸۰۶)
2. زیج المحلول من-سندیند درجات تألیف یعقوب بن طارق ابن حریق (متوفی ۷۹۶)
3. زیج السیندند-نوشته خوارزمی (حدود ۷۸۰–۸۵۰)
4. زیج السبی-تألیف محمد بن جابر الحرّانی بتانی (آلباتنیوس) (۸۵۳–۹۲۹)
5. زیج الصفائیه (جداول دیسک‌های اسطرلاب)-تألیف ابوجعفر خازن خراسانی (۹۰۰–۹۷۱)
6. زیج الکبیر حکیمی-تالیف ابن یونس (حدود ۹۵۰–۱۰۰۰)
7. (جداول جامع و لبلیغ)-تالیف کوشیار بن لبان ۹۷۱–۱۰۹۱
8. زیج ملکشاهی (راهنمای نجومی با جداول برای ملکشاه) (۱۰۷۹)-توسط عمر خیام ۱۰۴۸–۱۱۴۱
9. سالنامه آذرکیل (۱۰۸۸)-توسط ابراهیم زرقالی (۱۰۲۸–۱۰۸۷)
10. جداول تولیدو-بر اساس ابراهیم زرقالی (۱۰۲۸–۱۰۸۷)
11. زیج سنجری (جداول سیناریک)-توسط خازنی (۱۱۱۵–۱۱۳۰)
12. زیج ایلخانی-تالیف خواجه نصیرالدین طوسی (۱۲۰۱–۱۲۷۴)
13. زیج الجدید-نوشته ابن شاطر (۱۳۰۴–۱۳۷۵)
14. هویهای لیفا (چینی) - تا اوایل قرن ۱۸ بارها در چین منتشر شد
15. زیج خاقانی-نوشته غیاث الدین جمشید کاشانی (۱۳۸۰–۱۴۲۹)
16. زیج سلطانی (۱۴۳۷)-توسط اولغ بیگ
17. زیج سلطانی (۱۵۷۹–۱۵۸۰) -تقی الدین محمد بن معروف
18. زیج محمد شاهی-نوشته جای سینگ دوم (۱۶۸۸–۱۷۴۳)
19. زیج بهادرخانی (۱۸۳۸)-نوشته غلام حسین جانپوری

### زیج‌های معروف
یکی زیجِ سلطانی از الغ‌بیگ که تا اواخر قرون وسطی به عنوان یک زیجِ مرجع استفاده می‌شد. دیگری زیج عمر خیام که بعدها توسط قیاس الدین تکمیل شده و توسط «الغ بیگ» دزدیده شده و بیشترین مصرف را داشته است تا اینکه تقی‌الدین، زیج سلطانی خود را با استفاده از زیج قیاس‌الدین ایجاد می‌کند. زیج خیام زیر سایهٔ سلاطین گوناگون برای ارضای نیازهای به‌خصوصِ هر کدام، دگردیسه می‌شد.